# 組織神学
組織神学（そしきしんがく、英語: Systematic Theology）は、キリスト教神学の科目の一つで、「体系的に考える神学」を意味する。主にプロテスタント神学の用語。日本語では系統神学、神学大全、神学綱要とも翻訳・表記される。
組織神学には3つの主要な分野、教義学・キリスト教倫理学・弁証学があるが、狭義の組織神学はほぼ教義学だけを指す。組織神学的な著作の古典としてはトマス・アクィナスの『神学大全』やカルヴァンの『キリスト教綱要』がある。

## 内容
組織神学は組織、例えば教会組織を扱う神学ではない。英語ではSystematic Theologyと言い、直訳すると「体系的な神学」または「体系づけられた神学」で、「体系的に考える神学」を意味する。組織神学には3つの主要な分野がある。1つ目は教義学（英語: dogmatics; dogmatic theology〈教理神学〉) で、伝統的なキリスト教の信仰を現代の物の考え方・現代の言葉で表現することを目指す。具体的には、旧約聖書、新約聖書、神の啓示、神に造られたとされる世界および人間、神の子とされるキリストの人格（位格）、義認、聖化、三位一体の神、原罪、教会、教会で行われる礼拝、終末（この世の終わり）などが扱われる。狭義の組織神学はほぼこの教義学だけを指す。2つ目はキリスト教倫理学（英語: Christian ethics）で、キリスト教信者としての生き方を扱い、社会に目を向けて、戦争やあるいは医療などの具体的な問題をも扱う。主要3分野の3つ目である弁証学あるいは護教論（英語: apologetics）は19世紀に組織神学に含まれるようになった分野で、主にキリスト教世界の外などからの批判などに対し、対話を図り、発信し、答えようとする。この弁証学については論者によって意見が分かれ、カール・バルトは弁証学を神学的思惟として否定し、ティリッヒは現代的・積極的な弁証の可能性を主張し、ブルンナーは弁証ではなく、挑戦的・積極的な意味をこめた論争学（エリスティーク）を主張した。

## 主な著作・神学者
組織神学的な著作の古典としてトマス・アクィナスの『神学大全』やカルヴァンの『キリスト教綱要』、メランヒトンの『ロキ・コンムネス』（神学総覧）がある。13世紀の神学者トマス・アクィナスの『神学大全』は日本語訳で全45巻の大部な著書で、「神論」「人間論」「キリスト論」の3部からなる。カルヴァンの『キリスト教綱要』は、16世紀宗教改革当時のプロテスタント神学の集大成的な古典とされる。1536年に出版された初版は全6章の1冊本だったが、改版のたびに大幅に増補改訂され1559年から1560年にかけて出版された最終版は全4巻全80章になった。メランヒトンの1521年に出版された『ロキ・コンムネス』の初版はプロテスタントにとって最初の体系的な神学書で、ルターの理解による福音の要約になっている。
20世紀の著作としてはカール・バルトの『教会教義学』、ティリッヒの『組織神学』、パネンベルクの『組織神学』などがあげられる。カール・バルトの『教会教義学』は未完成ながら全13冊の大著で、第1巻「神の言葉論」、第2巻「神論」、第3巻「創造論」、第4巻「和解論」からなる。
1991年にいのちのことば社から刊行された『新キリスト教辞典』の「組織神学」の項では福音派を代表する組織神学者として、オーガスタス・ホプキンズ・ストロング、チャールズ・ホッジ、ロバート・ルーイス・ダブニ、ルイス・バーコフ、ヘンリ・シーセン (Henry Thiessen) の名をあげている。
『新カトリック大事典』の「組織神学」の項で高柳俊一は、カトリック神学では一般に組織神学にあたるものを教理神学（教義学）と言い、カトリック神学における伝統的な教理神学は公会議・教会会議の文書や教皇の回勅など教会の公的文書の総合であると指摘したうえで、カトリック神学のなかで組織神学の範疇に入り得る、すなわち個々の神学者の視点・考えを反映した著作として、ロナガンの『神学の方法』(Method in Theology, 1972年)、トレイシの『類比的想像力』(The Analogical Imagination, 1981年)、ハンス・キュングの『キリスト者とは』（Christ sein, 1974年）と『神は存在するか』（Existiert Gott?, 1978年）をあげた。
アリスター・マクグラスは『キリスト教神学入門』で組織神学領域の入門に読む価値がある便利な参考文献として、カトリックの視点によるFrancis FiorenzaとJohn P. Galvin編著のSystematic Theology: Roman Catholic Perspectives、「非常に保守的な福音派」Wayne GrudemのSystematic Theology: An Introduction to Biblical Doctrin、福音派的立場からのBruce MilneのKnow the Truth: A Handbook of Christian Belief、「広い意味でのバプテスト及び福音派的視点」によるミラード・エリクソンの『キリスト教神学』、ルター派の視点によるCarl Braaten編著のChristian Dogmatics、改革派の視点によるDaniel MiglioreのFaith Seeking Understanding、自由主義の立場からのP. Hodgsonほか編のChristian Theology、実存主義的なJohn MacquarrieのPrinciples of Christian Theologyをあげている。